# Helmut Geuking
Helmut Geuking (ur. 16 stycznia 1964 w Coesfeld) – niemiecki polityk i przedsiębiorca, przewodniczący Niemieckiej Partii Rodzin, deputowany do Parlamentu Europejskiego IX kadencji.

## Życiorys
Początkowo pracował jako piekarz, później odbył służbę wojskową, po której w 1985 został zatrudniony w służbie więziennej. Pod koniec lat 80. kształcił się w branżowej akademii w Wuppertalu, a na początku lat 90. odbył szkolenie w zawodzie pielęgniarza w Stift Tilbeck GmbH w Havixbeck. W 1994 założył prywatne przedsiębiorstwo zajmujące się opieką nad osobami starszymi i chorymi.
Działał w ugrupowaniu Alternatywa Wyborcza – Praca i Sprawiedliwość Społeczna, był przewodniczącym jego struktur powiatowych. W 2009 został wybrany na radnego miejskiego w Billerbeck. Później dołączył do Niemieckiej Partii Rodzin. Był komisarycznym przewodniczącym tej formacji, następnie został oficjalnie wybrany na przewodniczącego federalnych struktur partii.
W wyborach w 2019 uzyskał mandat eurodeputowanego IX kadencji. Zrezygnował z niego w lutym 2024, co motywował chęcią większego zaangażowania się w kolejną kampanię wyborczą. W PE zastąpił go w tym samym miesiącu jego syn Niels Geuking. W wyborach z czerwca 2024 Helmut Geuking ponownie został wybrany do Europarlamentu, jednak zrezygnował z objęcia mandatu.